# Song Kiều, Trùng Khánh
Song Kiều (chữ Hán giản thể:双桥区, Hán Việt: Song Kiều khu) từng là một quận thuộc thành phố trực thuộc trung ương Trùng Khánh, Cộng hòa Nhân dân Trung Hoa. Quận này có diện tích 43,1 km2, dân số 50.000 người. Quận Song Kiều giáp các huyện Đại Túc, Bích Sơn, Vĩnh Xuyên, Vinh Xương. Các đơn vị hành chính thuộc Song Kiều gồm: trấn Song Kiều, trấn Thông Kiều và nhai đạo biện sự xứ Long Than. Tháng 10 năm 2011, quận Song Kiều sáp nhập với huyện Đại Túc để tạo thành quận Đại Túc mới.